# Elecciones federales de México de 1964
Las elecciones federales de México de 1964 se llevaron a cabo el domingo 5 de julio de 1964, y en ellas fueron elegidos a nivel federal:
- Presidente de la República. Jefe de Estado y de Gobierno electo para un periodo de seis años no reelegibles en ningún caso, y que comenzó su gobierno el 1 de diciembre de 1964. El candidato electo fue Gustavo Díaz Ordaz.
- 210 Diputados Federales. Miembros de la cámara baja del Congreso de la Unión, elegidos cada tres años, 178 electos de manera directa por cada distrito uninominal y los 32 restantes elegidos mediante un sistema de listas (Diputados de Partido).
- 60 Senadores. Miembros de la cámara alta del Congreso de la Unión, dos por cada estado de la federación y por el Distrito Federal, electos de manera directa por un periodo de seis años que comenzó el 1 de septiembre de 1964.

## Elecciones Presidenciales

### Resultado general
|  | 88.81 % |

|  | 10.98 % |

|  | 0.21 % |

|  | 100.00 % |

Fuente: Diario de debates del Congreso de los Estados Unidos Mexicanos.

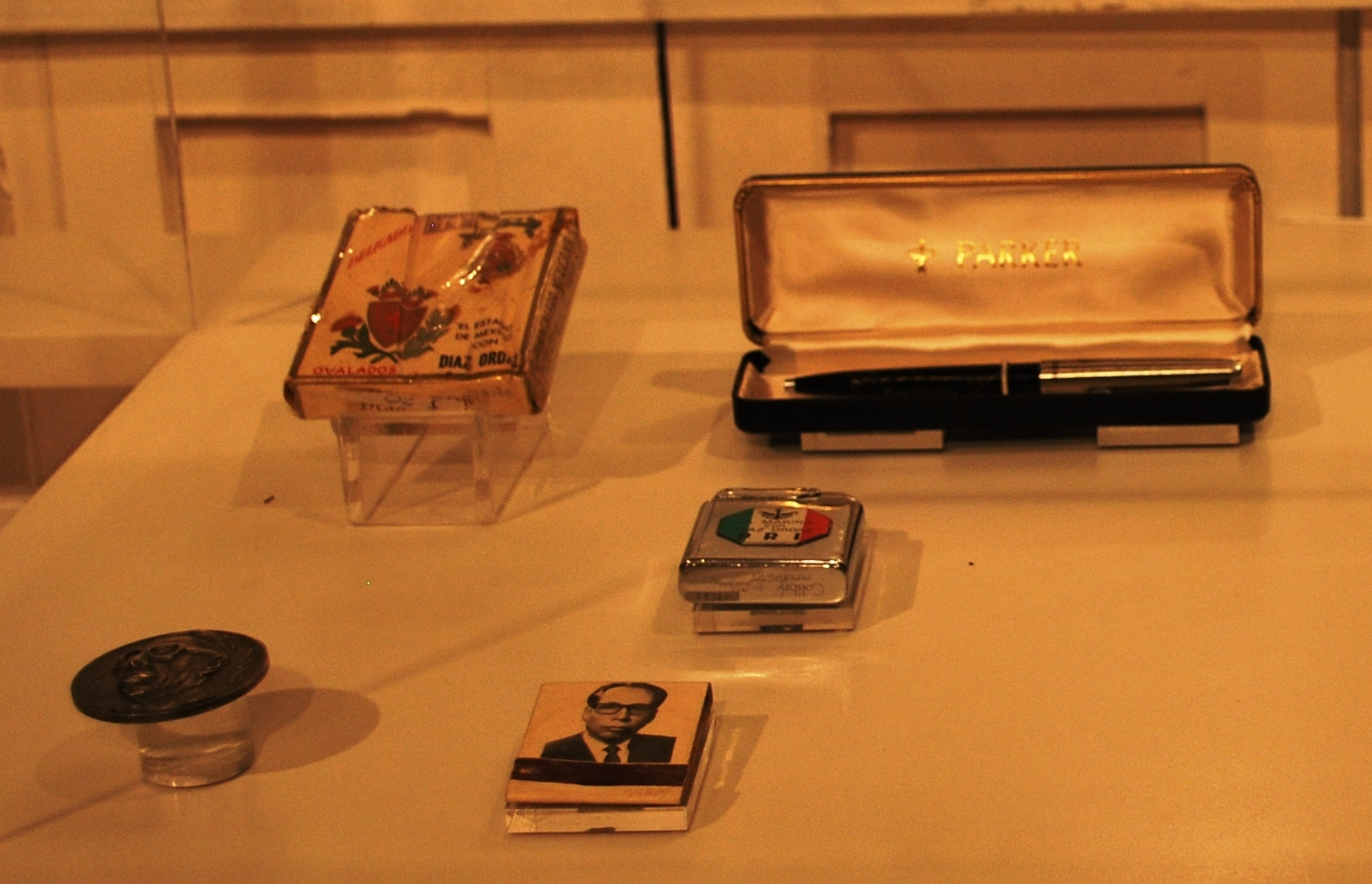
Objetos de la campaña de Díaz Ordaz.

### Por entidad
| Distrito            | Díaz Ordaz (PRI + PARM + PPS) | Díaz Ordaz (PRI + PARM + PPS) | González Torres (PAN) | González Torres (PAN) | No registrados | No registrados | Total     | Total |
| Distrito            | Votos                         | %                             | Votos                 | %                     | Votos          | %              | Total     | Total |
| ------------------- | ----------------------------- | ----------------------------- | --------------------- | --------------------- | -------------- | -------------- | --------- | ----- |
| Aguascalientes      | 67.338                        | 91.26%                        | 6.453                 | 8.74%                 |                |                | 73.791    |       |
| Baja California Sur | 25.975                        | 96.91%                        | 827                   | 3.09%                 |                |                | 26.802    |       |
| Campeche            | 56.811                        | 95.96%                        | 2.394                 | 4.04%                 |                |                | 59.205    |       |
| Coahuila            | 247.125                       | 93.41%                        | 17.436                | 6.59%                 |                |                | 264.561   |       |
| Colima              | 34.613                        | 87.45%                        | 4.967                 | 12.55%                |                |                | 39.580    |       |
| Chihuahua           | 223.952                       | 79.34%                        | 58.332                | 20.66%                |                |                | 282.284   |       |
| Distrito Federal    | 1.061.862                     | 74.90%                        | 355.798               | 25.10%                |                |                | 1.417.660 |       |
| Durango             | 206.653                       | 86.41%                        | 32.490                | 13.59%                |                |                | 239.143   |       |
| Guanajuato          | 333.521                       | 79.62%                        | 85.350                | 20.38%                |                |                | 418.871   |       |
| Guerrero            | 385.251                       | 97.01%                        | 11.867                | 2.99%                 |                |                | 397.118   |       |
| Hidalgo             | 339.873                       | 98.43%                        | 5.407                 | 1.57%                 |                |                | 345.280   |       |
| Jalisco             | 512.957                       | 87.05%                        | 76.328                | 12.95%                |                |                | 589.285   |       |
| México              | 463.269                       | 91.74%                        | 54.116                | 8.26%                 |                |                | 504.969   |       |
| Baja California     | 142.948                       | 78.59%                        | 38.946                | 21.41%                |                |                | 181.894   |       |
| Nayarit             | 70.698                        | 92.56%                        | 5.679                 | 7.44%                 |                |                | 76.377    |       |
| Nuevo León          | 220.568                       | 84.41%                        | 40.733                | 15.59%                |                |                | 261.301   |       |
| Oaxaca              | 432.773                       | 96.64%                        | 15.036                | 3.36%                 |                |                | 447.809   |       |
| Puebla              | 519.146                       | 93.81%                        | 34.275                | 6.19%                 |                |                | 553.421   |       |
| Querétaro           | 101.996                       | 91.30%                        | 9.725                 | 8.70%                 |                |                | 111.721   |       |
| Quintana Roo        | 16.954                        | 96.99%                        | 526                   | 3.01%                 |                |                | 17.480    |       |
| San Luis Potosí     | 259.682                       | 91.30%                        | 24.757                | 8.70%                 |                |                | 284.439   |       |
| Sinaloa             | 209.828                       | 98.09%                        | 4.084                 | 1.91%                 |                |                | 213.912   |       |
| Sonora              | 155.277                       | 98.46%                        | 2.424                 | 1.54%                 |                |                | 157.701   |       |
| Tabasco             | 146.654                       | 99.38%                        | 914                   | 0.62%                 |                |                | 147.568   |       |
| Tamaulipas          | 290.026                       | 96.61%                        | 10.185                | 3.39%                 |                |                | 300.211   |       |
| Tlaxcala            | 100.834                       | 98.30%                        | 1.740                 | 1.70%                 |                |                | 102.574   |       |
| Veracruz            | 660.419                       | 96.81%                        | 21.759                | 3.19%                 |                |                | 682.178   |       |
| Yucatán             | 177.794                       | 85.93%                        | 29.106                | 14.07%                |                |                | 206.900   |       |
| Zacatecas           | 141.426                       | 79.29%                        | 36.942                | 20.71%                |                |                | 178.368   |       |
| Morelos             | 110.361                       | 94.24%                        | 6.740                 | 5.76%                 |                |                | 117.101   |       |
| Total               | 8.384.515                     | 87.69%                        | 1.040.718             | 10.98%                | 19.412         | 0.21%          | 9.444.645 |       |
| Fuente: CEDE        |                               |                               |                       |                       |                |                |           |       |

## Elecciones Legislativas
|  | 86.26 % |

|  | 87.75 % |

|  | 11.25 % |

|  | 11.25 % |

|  | 1.37 % |

|  | 0.63 % |

|  | 0.71 % |

|  | 0.13 % |

|  | 0.14 % |

|  | 0.24 % |

|  | 100.00 % |

|  | 100.00 % |

Fuente: Registro Nacional de Electores.

### Cámaras
| Cámara de Diputados | Cámara de Diputados                         | Cámara de Diputados | Cámara de Diputados | Cámara de Diputados | Cámara de Senadores | Cámara de Senadores                         | Cámara de Senadores | Cámara de Senadores |
| Partido             | Partido                                     | Mayoría             | De partido          | Total               | Partido             | Partido                                     | Senadores           |                     |
| ------------------- | ------------------------------------------- | ------------------- | ------------------- | ------------------- | ------------------- | ------------------------------------------- | ------------------- | ------------------- |
|                     | Partido Revolucionario Institucional        | 131                 | 44                  | 175                 |                     | Partido Revolucionario Institucional        | 60                  |                     |
|                     | Partido Acción Nacional                     | 15                  | 5                   | 20                  |                     | Partido Acción Nacional                     | 0                   |                     |
|                     | Partido Popular Socialista                  | 7                   | 3                   | 10                  |                     | Partido Popular Socialista                  | 0                   |                     |
|                     | Partido Auténtico de la Revolución Mexicana | 4                   | 1                   | 5                   |                     | Partido Auténtico de la Revolución Mexicana | 0                   |                     |